# Монтаньё (Изер)
Монтаньё (фр. Montagnieu) — коммуна во Франции, находится в регионе Рона — Альпы. Департамент коммуны — Изер. Входит в состав кантона Тур-дю-Пен. Округ коммуны — Ла-Тур-дю-Пен.
Код INSEE коммуны — 38246. Население коммуны на 1999 год составляло 701 человек. Населённый пункт находится на высоте от 380 до 582 метров над уровнем моря. Муниципалитет расположен на расстоянии около 440 км юго-восточнее Парижа, 55 км юго-восточнее Лиона, 45 км северо-западнее Гренобля. Мэр коммуны — M. Rémy Rabatel, мандат действует на протяжении 2001—2008 гг.
Динамика населения (INSEE):